# 1989 DC
1989 DC är en asteroid i huvudbältet, som upptäcktes den 27 februari 1989 av den japanske amatörastronomen Atsushi Sugie i Dynic-observatoriet.
Asteroiden har en diameter på ungefär 5 kilometer.